# Saison 1 de Doom Patrol
Chronologie
Saison 2
La première saison de Doom Patrol (Doom Patrol), série télévisée américaine, est constituée de quinze épisodes et a été diffusée du 15 février 2019 au 24 mai 2019 sur DC Universe, aux États-Unis.

## Synopsis
Robotman, Negative Man, Crazy Jane et Elasti-Girl ont acquis des capacités hors normes à la suite de divers accidents qui les mettent à l'écart de la société. Recueillis par un scientifique aux méthodes peu conventionnelles, le : Dr Niles Caulder , ils apprennent à accepter leur nouvelle condition et à en tirer leur pouvoir, mais toujours cachés aux yeux du monde.
Quand le Dr Caulder disparaît après le retour de son ennemi juré, Mr Nobody, un humain devenu omniscient au prix de son corps, la Doom Patrol est contrainte de survivre sans leur mentor et ils partent à sa recherche. Ils seront aidés par le jeune Cyborg qui, comme eux, vit avec un passé sombre.

## Distribution

### Acteurs principaux
- April Bowlby : Rita Farr / Elasti-Girl
- Diane Guerrero : Kay Challis / Crazy Jane
- Joivan Wade : Victor Stone / Cyborg
- Brendan Fraser (voix) et Riley Shanahan : Clifford Steele / Robotman
- Matt Bomer (voix) et Matthew Zuk : Larry Trainor / Negative Man
- Alan Tudyk : Eric Morden / Mr. Nobody
- Timothy Dalton : Dr Niles Caulder / Le Chef

### Acteurs récurrents
- Phil Morris : Silas Stone
- Charmin Lee : Elinore Stone
- Julie McNiven : Cheryl Trainor
- Kyle Clements : John Bowers
- Mark Sheppard : Willoughby Kipling
- Devan Chandler Long : Flex Mentallo
- Jon Briddell (VF : Maurice Decoster) : Darren Jones
- Alimi Ballard : Joshua Clay
- Tommy Snider : Ernest Franklin / Beard Hunter
- Sydney Kowalske (enfant) et Bethany Anne Lind (adulte) : Clara Steele
- Curtis Armstrong : Ezekiel
- Alec Mapa : Animal-Vegetable-Mineral Man

### Invités
- Julian Richings : Heinrich Von Fuchs
- Katie Gunderson : Kate Steele
- Alan Heckner : Bump Weathers
- Chantelle Barry : Baphomet (voix)
- Lilli Birdsell : Mother Archon
- Ted Sutherland : Elliot Patterson
- Will Kemp (jeune) et Dave Bielawski (âgé) : Steve Dayton / Mento
- Jasmine Kaur (jeune) et Madhur Jaffrey (âgée) : Arani Desai / Celsius
- Lesa Wilson : Rhea Jones / Lodestone
- Dennis Cockrum : Sydney Bloom
- Alan Mingo Jr. : Morris Wilson / Maura Lee Karupt
- Pisay Pao : Slava
- David A. MacDonald : Le père de Jane
- Haley Strode (jeune) Susan Williams (âgée) : Dolores Mentallo
- Victoria Blade : Millie

## Liste des épisodes

### Épisode 1:Le manoir Doom
- États-Unis /  Canada : 15 février 2019 sur DC UNIVERSE (première diffusion)
- France : 15 octobre 2019 sur Syfy

En 1948, Eric Morden accepte d'être le sujet d'expériences d'anciens Nazis réfugiés au Paraguay et acquiert l'omniscience au prix de son corps.

### Épisode 2:Bourriquet patrol
- États-Unis /  Canada : 22 février 2019 sur DC UNIVERSE (première diffusion)
- France : 15 octobre 2019 sur Syfy

### Épisode 3:Marionnettes Patrol
- États-Unis /  Canada : 1er mars 2019 sur DC UNIVERSE (première diffusion)
- France : 22 octobre 2019 sur Syfy

### Épisode 4:Secte Patrol
- États-Unis /  Canada : 8 mars 2019 sur DC UNIVERSE (première diffusion)
- France : 22 octobre 2019 sur Syfy

- Mark Sheppard (Willoughby Kipling (en))

### Épisode 5:Patte Patrol
- États-Unis /  Canada : 15 mars 2019 sur DC UNIVERSE (première diffusion)
- France : 29 octobre 2019 sur Syfy

- Mark Sheppard (Willoughby Kipling (en))

### Épisode 6:Doom Patrol & Doom Patrol
- États-Unis /  Canada : 22 mars 2019 sur DC UNIVERSE (première diffusion)
- France : 29 octobre 2019 sur Syfy

- Alimi Ballard (Joshua Clay / Tempest (en))
- Will Kemp (Will Kemp / Mento (en))
- Jasmine Kaur (Arani Desai / Celsius (en))
- Lesa Wilson (Rhea Jones / Lodestone (en))

### Épisode 7:Thérapie Patrol
- États-Unis /  Canada : 29 mars 2019 sur DC UNIVERSE (première diffusion)
- France : 5 novembre 2019 sur Syfy

### Épisode 8:Danny Patrol
- États-Unis /  Canada : 5 avril 2019 sur DC UNIVERSE (première diffusion)
- France : 5 novembre 2019 sur Syfy

- Danny the Street (en) est un personnage créé par Grant Morrison pour le Doom Patrol #35 d'août 1990.

### Épisode 9:Jane Patrol
- États-Unis /  Canada : 12 avril 2019 sur DC UNIVERSE (première diffusion)
- France : 12 novembre 2019 sur Syfy

- Stephanie Czajkowski (Hammerhead)
- Hannah Alline (Pretty Polly)
- Anna Lore (Penny Farthing)
- Chelsea Alana Rivera (Silver Tongue)
- Tara Lee (Lucy Fugue)
- Jackie Goldston (The Secretary)
- Monica Louwerens (The Weird Sisters)
- Leela Owen (Miranda)
- Helen Abell (Black Annis)
- David A. MacDonald (Daddy)

### Épisode 10:Chasseur de barbe Patrol
- États-Unis /  Canada : 19 avril 2019 sur DC UNIVERSE (première diffusion)
- France : 12 novembre 2019 sur Syfy

- Tommi Snider (Ernest Franklin / The Beard Hunter)
- Pisay Pao (Slava)

### Épisode 11:Frances Patrol
- États-Unis /  Canada : 26 avril 2019 sur DC UNIVERSE (première diffusion)
- France : 19 novembre 2019 sur Syfy

### Épisode 12:Cyborg Patrol
- États-Unis /  Canada : 3 mai 2019 sur DC UNIVERSE (première diffusion)
- France : 19 novembre 2019 sur Syfy

- Devan Chandler Long (Détenu 722 / Flex Mentallo)

### Épisode 13:Flex Patrol
- États-Unis /  Canada : 10 mai 2019 sur DC UNIVERSE (première diffusion)
- France : 26 novembre 2019 sur Syfy

- Devan Chandler Long (Détenu 722 / Flex Mentallo)
- Haley Strode (Dolores Mentallo)
- Ed Asner (le patient âgé)

### Épisode 14:Révélation Patrol
- États-Unis /  Canada : 17 mai 2019 sur DC UNIVERSE (première diffusion)
- France : 26 novembre 2019 sur Syfy

### Épisode 15:Ezekiel Patrol
- États-Unis /  Canada : 24 mai 2019 sur DC UNIVERSE (première diffusion)
- France : 26 novembre 2019 sur Syfy